# 鈴木英夫 (兼松)
鈴木 英夫（すずき ひでお、1922年1月4日 - 2018年10月28日）は、日本の経営者。兼松江商社長、会長を務めた。静岡県御殿場市出身。

## 経歴
1946年に東京商科大学を卒業し、同年に兼松江商に入社。1969年11月に取締役に就任し、常務、専務を経て、1981年12月に社長に就任し、1989年6月には会長に就任し、1992年6月に相談役を経て、1994年6月から名誉顧問を務めた。
1983年5月に藍綬褒章を受章し、1992年4月に勲三等旭日中綬章を受章。
2018年10月28日老衰のために死去。96歳没。